# Soudron
Soudron je francouzská obec v departementu Marne v regionu Grand Est. Žije zde 299 obyvatel.

## Geografie

### Sousední obce
| Růžice kompasu |                            | Germinon                | Cheniers Nuisement-sur-Coole | Růžice kompasu |
| Růžice kompasu | Villeseneux Clamanges      | Sever                   | Breuvery-sur-Coole Vatry     | Růžice kompasu |
| Růžice kompasu | Villeseneux Clamanges      | Soudron                 | Breuvery-sur-Coole Vatry     | Růžice kompasu |
| Růžice kompasu | Villeseneux Clamanges      | Jih                     | Breuvery-sur-Coole Vatry     | Růžice kompasu |
| Růžice kompasu | Fère-Champenoise Lenharrée | Vassimont-et-Chapelaine | Bussy-Lettrée                | Růžice kompasu |